# پاروومای (استان بلاگووگراد)
پاروومای (به بلغاری: Parvomay) یک منطقهٔ مسکونی در بلغارستان است که در شهرستان پتریچ واقع شده‌است.